# Aristidis Moraitinis
Aristidis Moraitinis (en grec: Αριστείδης Μωραïτίνης), (Esmirna, 1806 - Atenes, 1875) fou un polític grec, que exercí per dos breus períodes com a Primer Ministre de Grècia.

## Biografia
Es va educar a França. Durant el regnat del rei Otó I de Grècia, va ser un membre lleial de la part russa. Va ocupar el càrrec de Primer Ministre de Grècia per uns dies al febrer de 1863 durant el període comprès entre el cop d'Estat contra el rei Otó i l'arribada del que seria conegut a Grècia com el rei Jordi I de Grècia. Moraitinis va exercir per segona vegada l'ocupació de Primer Ministre per una mica més d'un mes el 1868. Va morir a Atenes el 1875.